# Bydgoszczi egyházmegye
A Bydgoszczi egyházmegye (latinul: Bydgostien(sis)) a római katolikus egyház egyik lengyel egyházmegyéje. Püspöki székvárosa  Bydgoszcz. A Gnieznói főegyházmegye szuffragáns egyházmegyéje.

## Története
2004.február 24-én alapították. Területét a Gnieznói főegyházmegye, valamint a Koszalin–Kołobrzegi és a Pelplini egyházmegye területéből választották le.

## Főpásztorok
- Az egyházmegye alapító, eziádig egyetlen főpásztora Jan Tyrawa megyéspüspök (2004. február 24. óta)

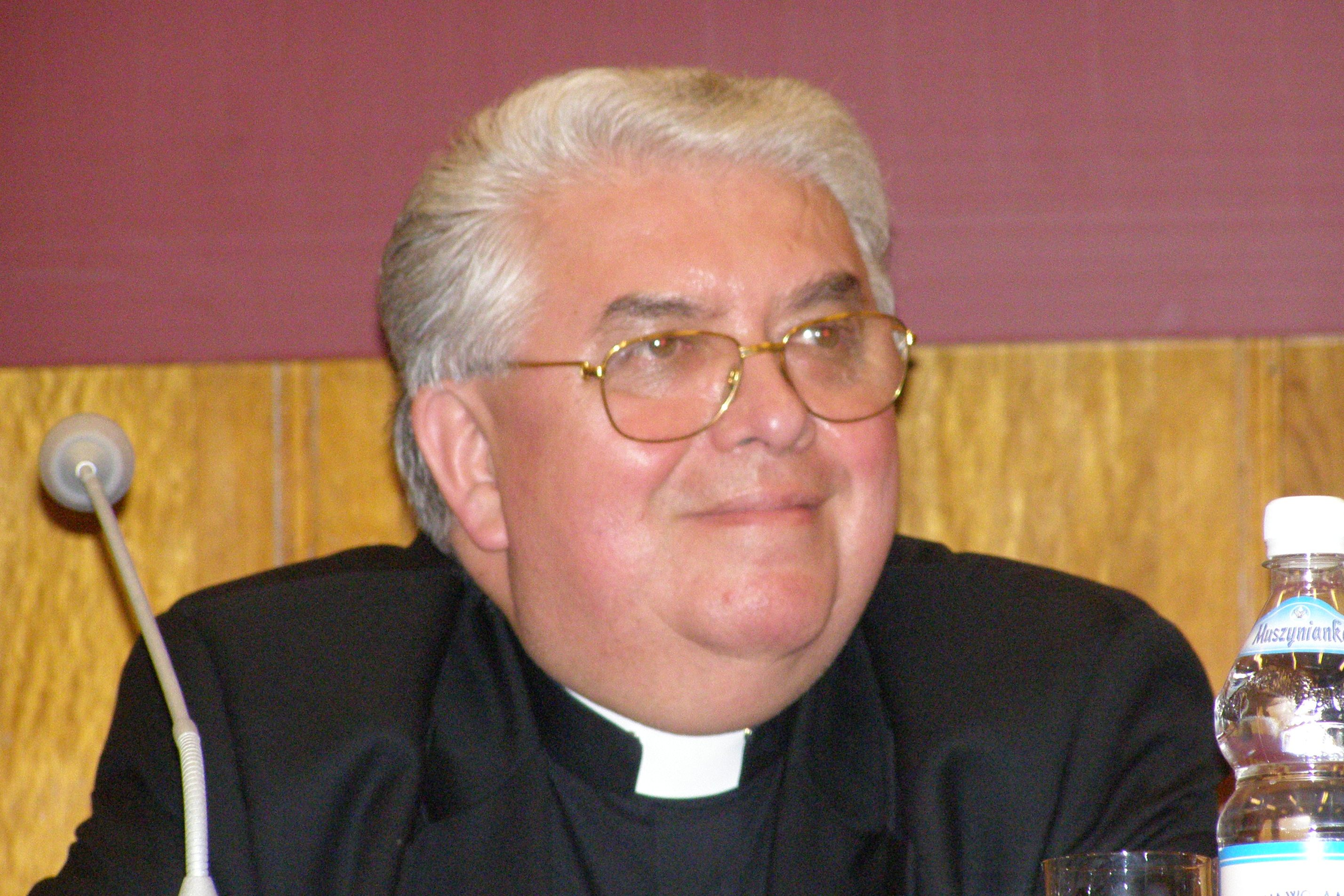
Bishop Jan Tyrawa

## Szomszédos egyházmegyék
- Poznańi főegyházmegye (délnyugat)
- Koszalin-Kołobrzegi egyházmegye (északnyugat)
- Pelplini egyházmegye (északkelet)
- Toruńi egyházmegye (kelet)
- Gnieznói főegyházmegye (dél)

## Fordítás
Ez a szócikk részben vagy egészben  a   Roman Catholic Diocese of Bydgoszcz című angol Wikipédia-szócikk fordításán alapul.  Az eredeti cikk szerkesztőit annak laptörténete sorolja fel. Ez a jelzés csupán a megfogalmazás eredetét és a szerzői jogokat jelzi, nem szolgál a cikkben szereplő információk forrásmegjelöléseként.